# Portland-Schaf
Das Portland-Schaf ist eine kleinwüchsige, ursprünglich britische Schafrasse, die nur noch selten gehalten wird. Sie ist nach der Isle of Portland benannt, einem 6,4 Kilometer langen und 2, 4 Kilometer breiten Kalkstein-Felsen im Ärmelkanal, auf dem sich diese Rasse entwickelte.
Das Portland-Schaf war zeitweilig vom Aussterben bedroht, der Bestand an Zuchttieren ist jedoch auf Grund der Bemühungen des Rare Breeds Survival Trust jedoch wieder etwas angestiegen. Die Rasse wird von dieser Organisation jedoch immer noch als bedroht eingestuft.

## Merkmale
Sowohl die Böcke als auch die Schafe sind behörnt. Bei den Weibchen beschreiben die Hörner maximal einen Halbkreis.
Böcke dieser Rasse erreichen eine Widerristhöhe von 65 Zentimeter und wiegen zwischen 50 und 60 Kilogramm. Die Weibchen sind mit einer Widerristhöhe von 60 Zentimeter etwas kleiner und erreichen ein Gewicht von bis zu 40 Kilogramm. Zum Vergleich dazu erreichen Böcke der großrahmigen britischen Schafrasse Wensleydale eine Widerristhöhe von bis zu 90 Zentimeter und ein Gewicht von bis zu 136 Kilogramm.
Die Wolle dieser Schafe ist weiß, hellgrau oder rötlich. Unbehaarte Körperteile sind falb. Schafe dieser Rasse haben eine sogenannte Schaupe, d. h. eine behaarte Stirn. Die kleinen Ohren werden waagrecht getragen.

## Zuchtgeschichte

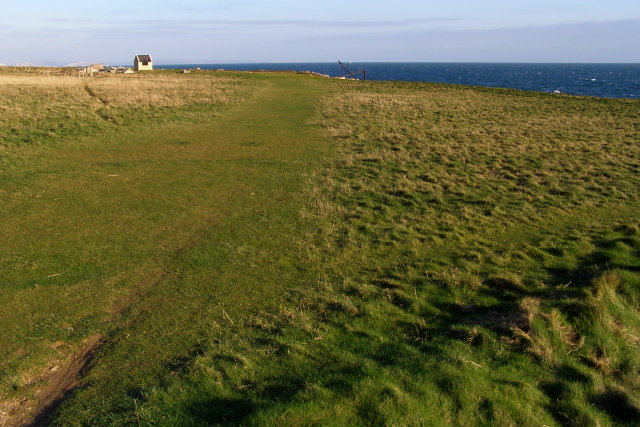
Landschaft der Isle of Portland

Das Portland-Schaf geht auf alte Heideschafrassen des südwestlichen Englands zurück, zu deren modernen Nachkommen auch die Schafrassen Dorset-Schaf und Wiltshire Horn zählen. Merkmale dieser Ursprungsrassen waren die falbe Körperfarbe und die Hörner. Das Portland-Schaf ist nach Einschätzung von Philip Walling die züchterisch am wenigsten weiter entwickelte Schafrasse und weist noch die meisten Merkmale dieser Ursprungsrasse auf. Traditionell wird unterstellt, dass diese falbfarbenen Schafrassen mit den Schafrassen der Orkneys und Hebriden verwandt sind. Walling bezweifelt dies in seiner Geschichte der britischen Schafrassen. Merkmal der drei Schafrassen Portland, Wiltshire Horn und Dorset ist, dass sie in ihrer Fortpflanzung an keine Saison gebunden sind und in der Regel nur ein Lamm zur Welt bringen. Schafe des nördlichen Typus lassen sich nur im Herbst durch einen Schafbock decken und lammen entsprechend im Frühjahr. Bei ihnen sind auch unter schlechten Weidebedingungen Mehrlingsgeburten häufig. Walling argumentiert daher, dass die Ursprungsrasse, aus der das Portland-Schaf hervorging, mit größerer Wahrscheinlichkeit von Schafrassen des Mittelmeer-Raums abstammt. Der Volksmund behauptet vom Portlandschaf, es sei nach einem Schiffsunglück auf die Insel geschwemmt wurden und nennt dabei gerne die Armada Española, die 1588 bei dem Versuch einer Invasion der britischen Insel von Stürmen schwer geschädigt wurde. Vergleichbares behauptet der Volksmund allerdings auch vom Herdwick und dem Jacobschaf.
Die Halbinsel Portland, auf der diese Rasse fortbestand, war über Jahrhunderte im königlichen Besitz. Mit dem Festland ist sie zwar über eine Kiesbank verbunden, jedoch war sie ausreichend vom Festland abgeschnitten, um die Rasse vergleichsweise isoliert zu lassen. Unter den Bedingungen auf dieser Halbinsel blieb die Rasse kleinwüchsig. Das Fleisch der Rasse wird jedoch als von besonders herausragendem Geschmack beschreiben. Zu Beginn des 19. Jahrhunderts berichteten Autoren, dass rund 3000 Schafe auf der Insel lebten und dort nur kümmerliche Weide fanden. Berichtet wurde auch, dass die Schafe sich vor kleineren Hütehunden nicht fürchteten und die Hirten eine größere Hunderasse verwendeten, um abends die Schafe zusammenzutreiben.
Bereits im 17. Jahrhundert begann man auf Portland in zunehmend größeren Maße den Kalkstein dieser Insel abzubauen. Christopher Wren verwendete diesen Stein unter anderem, um die Londoner St Paul’s Cathedral zu errichten. Diese Nutzung der Halbinsel ließ zunehmend die Zahl der Portland-Schafe zurückgehen. 1913 wurde auf dem Viehmarkt von Dorchester die letzte Herde verkauft, die auf dieser Halbinsel gehalten worden war und nach zeitgenössischen Zeitungsberichten hatte der Auktionator Mühe einen Käufe für diese letzte Herde zu finden. Die Rasse starb zu diesem Zeitpunkt nicht aus, weil es einige wenige Halter auf dem Festland gab. 1953 war dieser Bestand jedoch nur noch auf wenige Herden zurückgegangen. Nur wenige kommerzielle Farmer waren bereit, diese kleine Rasse mit ihrer geringen Fleischausbeute zu halten, auch wenn das Fleisch für seinen Wohlgeschmack gepriesen wurde und höhere Verkaufspreise erzielen konnte. Das die Rasse unverändert fortbesteht, ist nur noch den Anstrengungen des RBST zu verdanken.

## Einzelbelege
1. ↑  Watchlist des Rare Breeds Survival Trust (Memento des Originals vom 9. Mai 2015 im Internet Archive)  Info: Der Archivlink wurde automatisch eingesetzt und noch nicht geprüft. Bitte prüfe Original- und Archivlink gemäß Anleitung und entferne dann diesen Hinweis., aufgerufen am 12. Juni 2015
2. ↑  Hans Hinrich Sambraus: Seltene Nutztiere, S. 121.
3. ↑  Hans Hinrich Sambraus: Farbatlas Nutztierrassen, S. 145
4. ↑  Philip Walling: Counting Sheep, S. 11
5. 1 2 3  Philip Walling: Counting Sheep, S. 12.
6. 1 2  Philip Walling: Counting Sheep, S. 13.
7. ↑  Philip Walling: Counting Sheep, S. 14.
8. 1 2  Philip Walling: Counting Sheep, S. 15.